# 廖昇
廖昇（14世纪—1402年），湖廣行省襄陽府襄陽縣（今湖北省襄阳市）人，明朝政治人物。
廖昇早年为方孝孺、王紳相友善。洪武末年，由左府斷事擢太常寺少卿。建文初期，参与修订《明太祖實錄》，董倫、王景為總裁官，廖昇为副總裁官，李貫、王紳、胡子昭、楊士奇、羅恢、程本立為纂修官。燕兵朱棣渡江后，朝廷遣使請割地，不许。廖昇听闻后大哭，与家人告别，后自尽身亡。靖難之變殉難的諸臣中，廖昇死的最早。陳瑛在奏諸臣逆天命，請命诛杀建文旧臣，亦首推廖昇。